# Agaric des trottoirs
Espèce
L'agaric des trottoirs (Agaricus bitorquis) est une espèce de champignons basidiomycètes comestibles, de la famille des Agaricaceae.

## Fiche
Famille : Agaricacées
Synonyme : Psalliota edulis
Comestibilité : sans interêt
Chapeau : jusqu'à 10-12 cm de diamètre, très ferme et même dur au centre, à marge fortement enroulée; blanc à beige pâle, souvent souillé par des débris de terre.
Lames : libres, rose pâle puis brun chocolat à maturité.
Pied : court et trapu, atteignant rarement 10 cm de longueur pour une largeur de 3-3,5 cm; à odeur de champignon de paris.

## Description
Ce champignon est facile à reconnaître en raison de son anneau caractéristique et de son habitat bien particulier.
L'anneau sur son pied est en effet à double bord: à la fois ascendant - comme une chaussette - et descendant - comme une jupe -, rappelant, chez l'adulte, la jante d'une roue de voiture.
La chair très ferme de cet agaric, qui parvient à percer les revêtements les plus résistants, n'est pas du goût de tout le monde.
En outre, elle tend à accumuler les polluants, plus abondants en ville et sur les bords de route qu'en rase campagne.

## Habitat et saison
Ce champignon pousse sur les sols très durs et piétinés, aux abords des chemins, voire au milieu d'un trottoir ou d'une allée goudronnée dont il perce le bitume.
On le rencontre surtout en automne mais aussi lors de printemps pluvieux.
Dans son milieu typique, cette espèce a souvent des difficultés à soulever la terre ou à faire éclater le goudron qui la recouvre.

## Risque de confusion
L'habitat de l'agaric des trottoirs limite beaucoup les risques de confusion.
Seul l'agaric champêtre, ou rosé-des-près (Agaricus campestris), se trouve parfois sur la terre nue lui aussi.
Cependant, sa chair est beaucoup moins ferme, son anneau bien moins développé, et son pied en fuseau à la base.

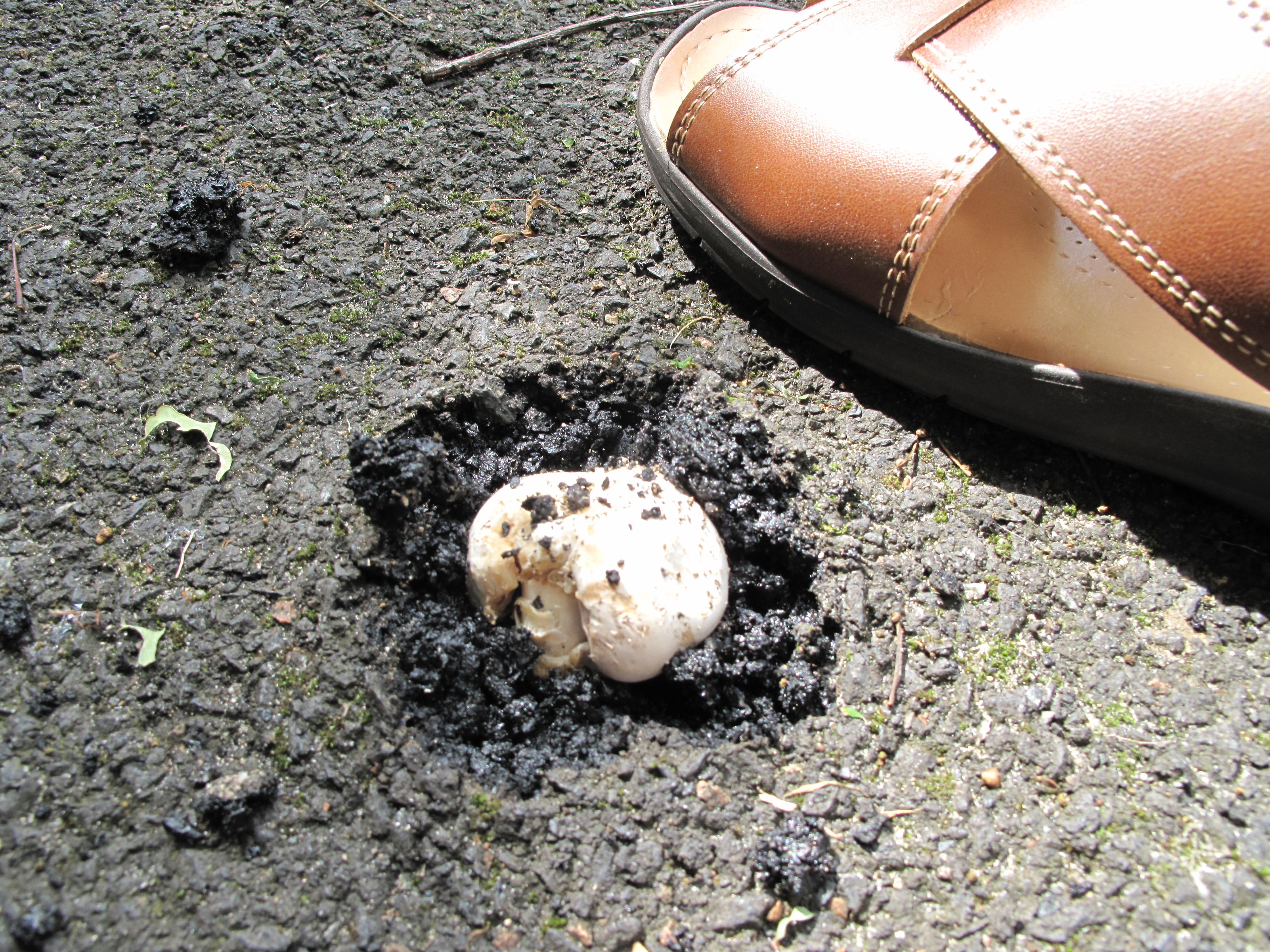
Agaric des trottoirs perçant le macadam en été près de Paris